# Apogonia cambodjensis
Apogonia cambodjensis är en skalbaggsart som beskrevs av Moser 1914. Apogonia cambodjensis ingår i släktet Apogonia och familjen Melolonthidae. Inga underarter finns listade i Catalogue of Life.